# Дурсун, Озлем Джерен
Озлем Джерен Дурсун (тур. Özlem Ceren Dursun, род. 8 декабря 2003, Гереде, Турция) — турецкая лыжница. Участница Зимних Олимпийских игр 2022 года.

## Спортивная карьера
Озлем Джерен Дурсун родилась 8 декабря 2003 года в Гереде, Турция.
Дурсун начала заниматься лыжным спортом в возрасте одиннадцати лет, специализация лыжные гонки. Является членом спортивного клуба «Акут». В 2019 году она была принята в сборную Турции.
Дурсун участвовала в спринте и классическом забеге на 5 км на зимних юношеских Олимпийских играх 2020 года, проходивших в Лозанне, Швейцария.
В 2021 году квалифицировалась на Зимние Олимпийские игры 2022 года.
Дурсун, как самая молодая спортсменка, поехавшая на Олимпиаду и представляющая Турцию на зимних Олимпийских играх, выразила свои чувства и благодарность следующими словами:
«Как и у любого спортсмена, Олимпийские игры были моей самой большой мечтой. Я очень счастлива, что осуществила свою мечту в таком юном возрасте. Я очень взволнована, чтобы пробежать спринт, так как я буду соревноваться с лучшими в мире. Я не могу предсказать, где я буду, потому что это будет мой первый опыт, но я сделаю все возможное. Я стремлюсь быть в топ-60. Я тренировалась очень упорно, дисциплинированно и с высокой концентрацией в течение 2 лет. Я счастлива поехать на Олимпиаду, которая является моей мечтой».
На олимпиаде заняла 92 место в соревновании на классических 10 километрах, показав время 39:17.6 с отставанием 11:11.3.